# Lycopus intercedens
Lycopus intercedens là một loài thực vật có hoa trong họ Hoa môi. Loài này được Rech. mô tả khoa học đầu tiên năm 1913.